# Desa Sukaasih (administrativ by i Indonesien, lat -7,32, long 108,25)
Desa Sukaasih är en administrativ by i Indonesien.   Den ligger i provinsen Jawa Barat, i den västra delen av landet, 200 km sydost om huvudstaden Jakarta.